# Ophiogramma perigearia
Ophiogramma perigearia là một loài bướm đêm trong họ Geometridae.